# مهندسی شیمی نساجی و علوم الیاف
رشته مهندسی شیمی نساجی و علوم الیاف یکی از گرایشهای رشته مهندسی نساجی است که در بسیاری از دانشگاه‌های ایرانی و خارجی دانشجو پذیرفته می‌شود.
در ایران دانشجویان می‌توانند در مقاطع کارشناسی (لیسانس)، کارشناسی ارشد (فوق لیسانس) و دکتری تحصیل کنند.
دانشکده مهندسی نساجی دانشگاه صنعتی امیرکبیر تهران از سال ۱۳۳۷ شروع به فعالیت کرده و در حال حاضر بزرگ‌ترین، معتبرتربن دانشکده داخلی است که در گرایش فوق دانشجو می‌پذیرد. دانشگاه رشت و پلی تکنیک اصفهان و یزد و بناب از دیگر دانشگاه‌های دولتی این رشته می‌باشد و در دانشگاه‌های آزاد واحدهای اراک و قایم شهر علوم تحقیقات و یزد و تهران جنوب و شهر ری (یادگار امام) نیز در این رشته دانشجو می‌پذیرند.
1. ↑  «دانشگاه صنعتی امیرکبیر -  دانشکده مهندسی نساجی». textile.aut.ac.ir. دریافت‌شده در ۲۰۲۵-۰۲-۲۱.
2. ↑  «گروه شيمی نساجی و علوم الياف | دانشکده مهندسی نساجی». textile.iut.ac.ir. دریافت‌شده در ۲۰۲۵-۰۲-۲۱.